# Moehringia villosa
Moehringia villosa là loài thực vật có hoa thuộc họ Cẩm chướng. Loài này được (Wulfen) Fenzl mô tả khoa học đầu tiên năm 1833.